# Zeče pri Bučah
Zeče pri Bučah je naselje u slovenskoj Općini Kozju. Zeče pri Bučah se nalazi u pokrajini Štajerskoj i statističkoj regiji Savinjskoj. 

## Stanovništvo
Prema popisu stanovništva iz 2002. godine naselje je imalo 47 stanovnika.